# Virginia Steen-McIntyre
Virginia (Ginger) Steen-McIntyre (* 3. Dezember 1936 in Chicago) ist eine US-amerikanische Geologin.

## Leben
Nach ihrem Abschluss an der Amundsen High School (1955) studierte sie Philosophie, Naturwissenschaften, Geologie und Bodenkunde am Augustana College, Rock Island, Illinois (AB, 1959), Washington State University (MS in Geologie, 1965) und an der University of Idaho. Sie ist Mitglied der Geological Society of Amerika, International Association for Quaternary Research (INQUA) und American Association for Quaternary Research. In Washington lernte sie David H. McIntyre (Geologe des Geological Survey; † 15. Dezember 2012) kennen, den sie 1967 heiratete.
Als Studentin wurde sie 1966, vom Geological Survey, gesponsert von der National Science Foundation, mit einem Team (u. a. mit Harold E. Malde (1923–2007)) zur archäologischen Fundstätte Hueyatlaco bei Valsequillo, südlich der mexikanischen Stadt Puebla gesandt, wo Cynthia Irwin-Williams (1936–1990) seit 1962 Ausgrabungen leitete. Sie sollten mit den neuesten Methoden Altersbestimmungen von gefundenen Werkzeugen vornehmen und kamen auf ein Alter von etwa 250.000 Jahren – was mit dem wissenschaftlichen Konsens über die früheste Besiedlung Amerikas vor 25.000 unvereinbar war. Ab April 2002 stand sie dazu mit Charles Repenning in Verbindung.

## Veröffentlichungen
- A Manual For Tephrochronology, Collection, Preparation, Petrographic Description and Approximate Dating of Tephra; 1977
- mit Payson D Sheets: Research of the protoclassic project in the Zapotitan basin, El Salvador : a preliminary report of the 1978 season
- mit anderen: Archeology and Volcanism in Central America: The Zapotitán Valley of El Salvador
- mit Roald Fryxell; Harold E Malde: Geologic evidence for age of deposits at Hueyatlaco archeological site, Vasequillo, Mexico; 1981 (PDF-Datei; abgerufen am 8. Juli 2016)